# Bill Aucoin
William „Bill“ Aucoin (29. prosince 1943 – 28. června 2010) byl americký hudební manažer, televizní a divadelní producent, známý zejména jako manažer rockové skupiny Kiss.
Vystudoval bostonskou Northeastern University. V letech 1973-1982 byl manažerem skupiny Kiss a několika dalších hudebníků, například Manowar, Billy Idol a Lordi. V roce 2007 založil společnost Aucoin Globe Entertainment.
Bill Aucoin zemřel na rakovinu 28. června 2010 a zanechal po sobě partnera Romana Fernandeze, se kterým žil 15 let, a dvě sestry Betty Brittonovou a Janet Bankowskou.